# クウェム
クウェム（キュエム、フランス語: Cuesmes [kɥɛm]、ピカルディ語：Cwême、ワロン語：Cweme [kwɛm]）は、ベルギーのワロン地域エノー州モンスの地区である。
1972年1月1日にモンスに合併されるまでは、別個の自治体であった。
フィンセント・ファン・ゴッホが1879年から1880年にかけてこの村に住み、その頃画家になることを決意した。坑夫の家に寄宿していたが、その家が現在も残っている。

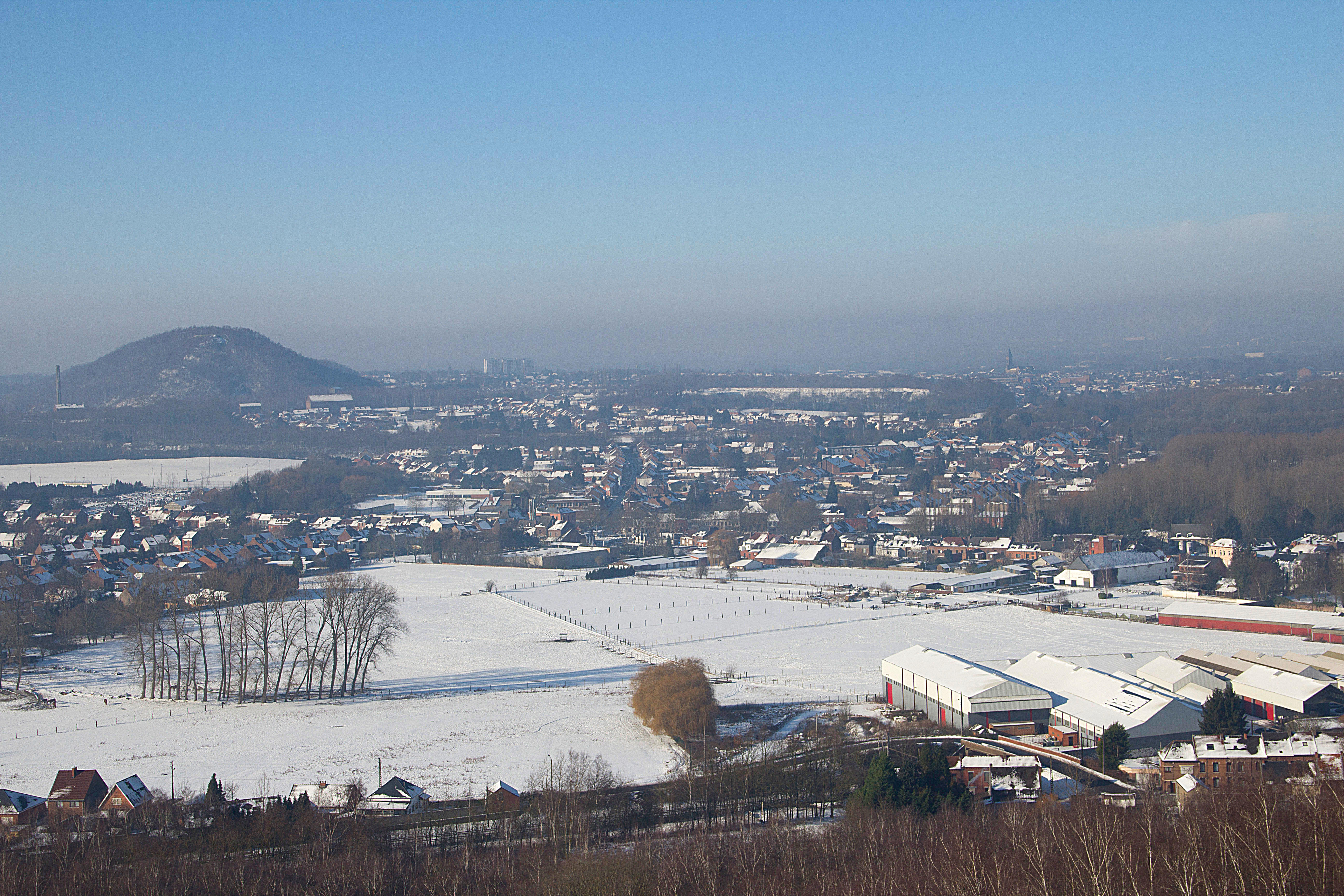
Héribusの丘からの村の眺め。
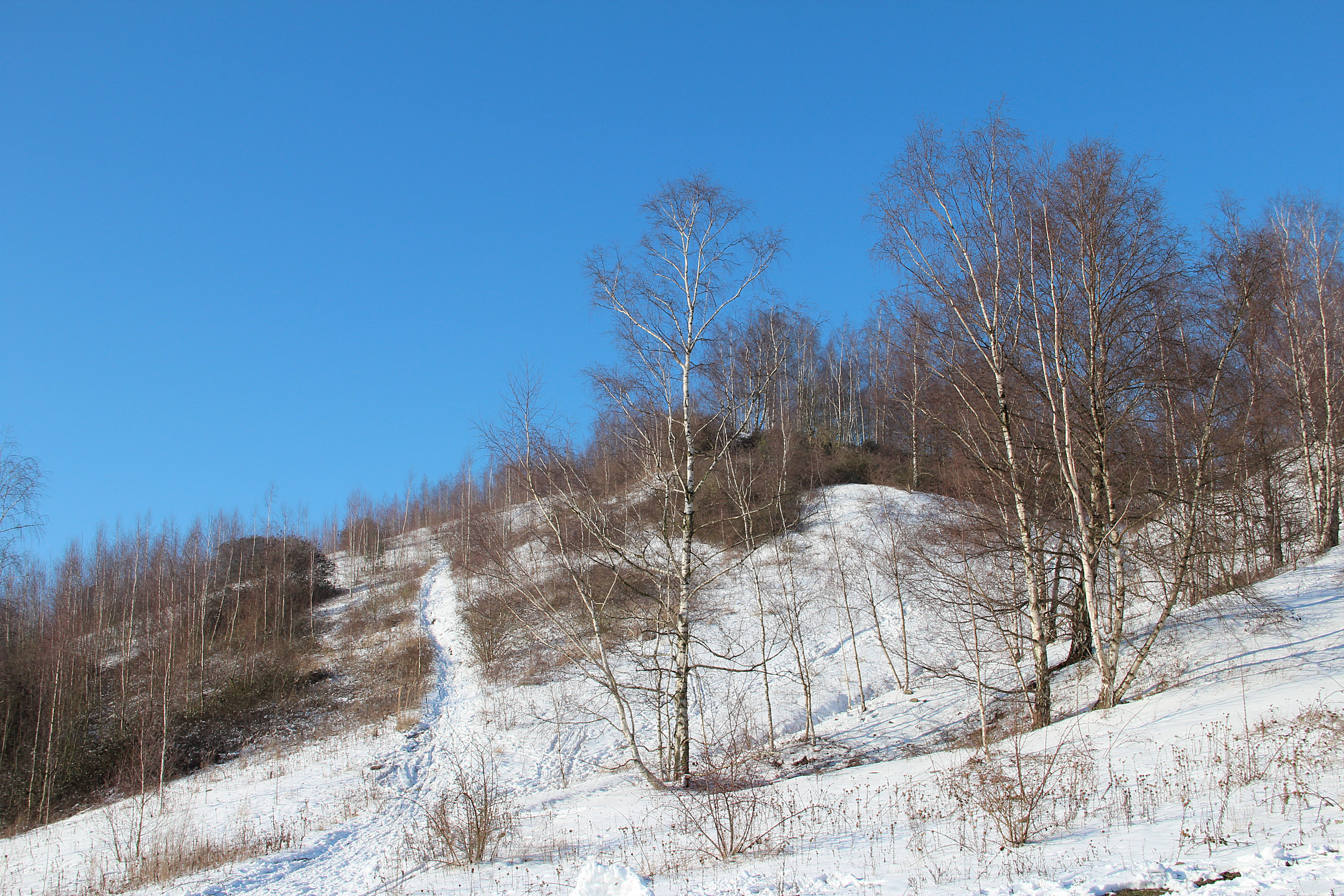
冬のHéribusの丘。
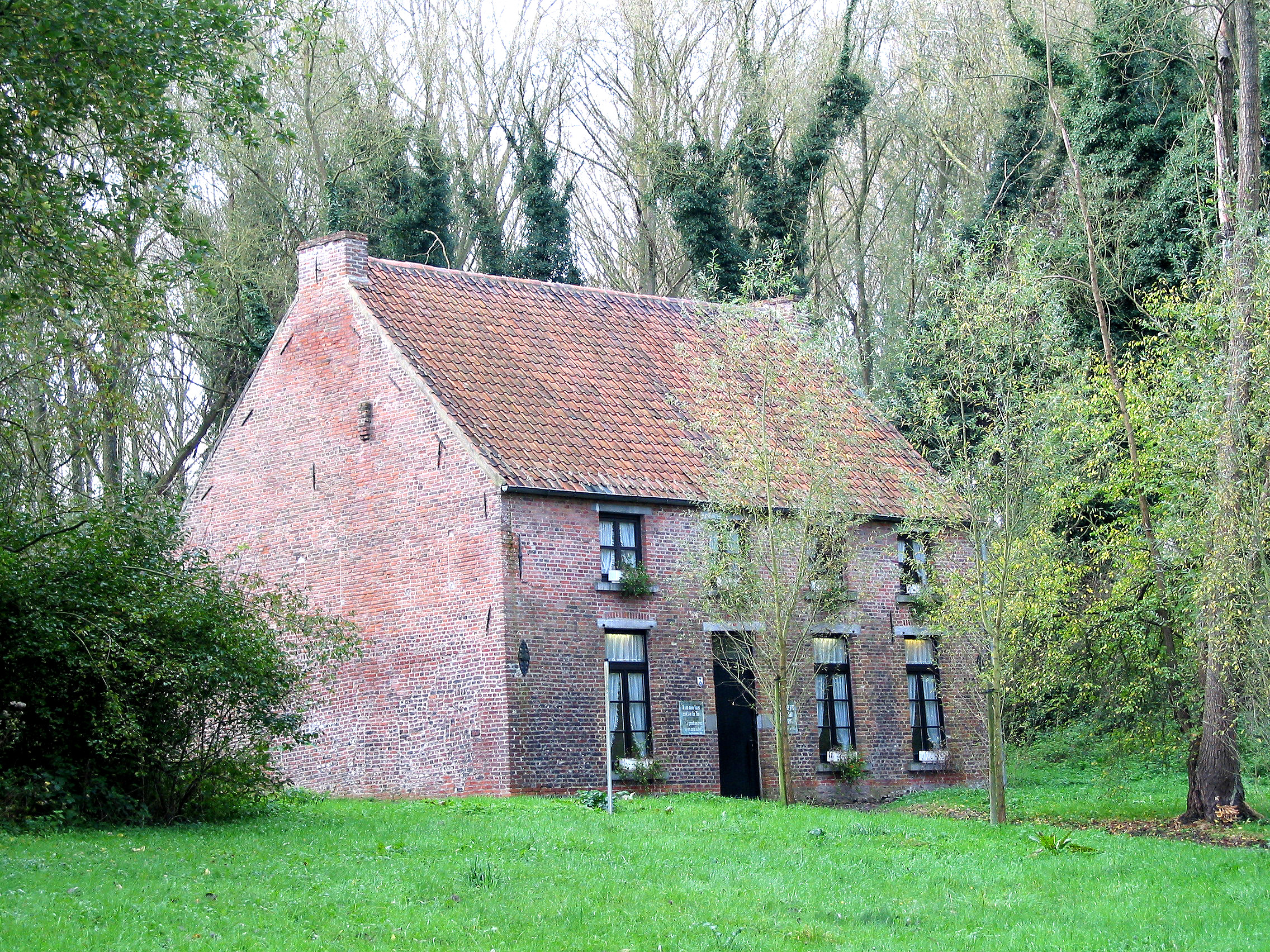
「ゴッホの家」